# Esgrima nos Jogos Olímpicos de Verão de 1928 - Sabre individual masculino
A competição de sabre individual masculino nos Jogos Olímpicos de Verão de 1928 foi disputada entre os dias 10 e 11 de agosto no Schermzaal. No total, 44 esgrimistas de 17 nações disputaram o evento.

## Medalhistas
Os três melhores colocados da fase final conquistariam as medalhas, o húngaro Ödön von Tersztyánszky conquistou o ouro com nove vitórias. O pódio foi completado pelo também húngaro Attila Petschauer e pelo italiano Bino Bini, respectivamente medalhistas de prata e bronze.
|  | HUN Hungria            |  | HUN Hungria      |  | ITA Itália |
|  | Ödön von Tersztyánszky |  | Attila Petschaue |  | Bino Bini  |

## Resultados

### Primeira fase
As partidas da fase final ocorreram no dia 10 de agosto.
Grupo A
| Pos. | Atletas               | V   | Q. |
| ---- | --------------------- | --- | -- |
| –    | GBR Edward Brookfield | N/A | Q  |
| –    | CHI Abelardo Castro   | N/A | Q  |
| –    | EGY Mohamed Charaoui  | N/A | Q  |

Grupo B
| Pos. | Atletas             | V | Q. |
| ---- | ------------------- | - | -- |
| 1    | ITA Bino Bini       | 4 | Q  |
| 2    | DEN Ivan Osiier     | 3 | Q  |
| 3    | FRA Raoul Fristeau  | 3 | Q  |
| 4    | EGY Hassan Niazi    | 2 |    |
| 5    | YUG Franjo Fröhlich | 2 |    |
| 6    | GBR Barry Notley    | 1 |    |

Grupo C
| Pos. | Atletas                    | V | Q. |
| ---- | -------------------------- | - | -- |
| 1    | HUN Attila Petschauer      | 5 | Q  |
| 2    | FRA Roger Ducret           | 3 | Q  |
| 3    | DEN Jens Berthelsen        | 3 | Q  |
| 4    | GBR Guy Harry              | 2 |    |
| 5    | USA Nickolas Muray         | 1 |    |
| 6    | NED Henri Wijnoldy-Daniëls | 1 |    |

Grupo D
| Pos. | Atletas                     | V | Q. |
| ---- | --------------------------- | - | -- |
| 1    | NED Arie de Jong            | 5 | Q  |
| 2    | GER Heinrich Moos           | 4 | Q  |
| 3    | FRA Jean Lacroix            | 2 | Q  |
| 4    | BUL Dimitar Vasilev         | 2 |    |
| 5    | DEN Viggo Stilling-Andersen | 2 |    |
| 6    | TUR Nami Yayak              | 0 |    |

Grupo E
| Pos. | Atletas              | V | Q. |
| ---- | -------------------- | - | -- |
| 1    | NED Jan van der Wiel | 4 | Q  |
| 2    | BEL Henri Brasseur   | 2 | Q  |
| 3    | USA John Huffman     | 2 | Q  |
| 4    | ESP Isidro González  | 1 |    |
| 5    | TUR Muhuttin Okyavuz | 1 |    |

Grupo F
| Pos. | Atletas              | V | Q. |
| ---- | -------------------- | - | -- |
| 1    | HUN Sándor Gombos    | 5 | Q  |
| 2    | ITA Arturo De Vecchi | 4 | Q  |
| 3    | ROU Denis Dolecsko   | 2 | Q  |
| 4    | BEL Édouard Yves     | 2 |    |
| 5    | CHI Tomás Goyoaga    | 2 |    |
| 6    | BUL Asen Lekarski    | 0 |    |

Grupo G
| Pos. | Atletas                  | V | Q. |
| ---- | ------------------------ | - | -- |
| 1    | GER Erwin Casmir         | 4 | Q  |
| 2    | USA Norman Cohn-Armitage | 3 | Q  |
| 3    | BEL Jacques Kesteloot    | 2 | Q  |
| 4    | NOR Sigurd Akre-Aas      | 1 |    |
| 5    | ESP Francisco González   | 0 |    |

Grupo H
| Pos. | Atletas                    | V | Q. |
| ---- | -------------------------- | - | -- |
| 1    | ITA Gustavo Marzi          | 6 | Q  |
| 2    | HUN Ödön von Tersztyánszky | 5 | Q  |
| 3    | GER Hans Thomson           | 4 | Q  |
| 4    | ROU Mihai Raicu            | 2 |    |
| 5    | CHI Efrain Díaz            | 2 |    |
| 6    | ESP Juan Jesús García      | 2 |    |
| 7    | TUR Enver Balkan           | 0 |    |

### Semifinais
As partidas da fase final ocorreram no dia 11 de agosto.
Grupo A
| Pos. | Atletas                    | V | Q. |
| ---- | -------------------------- | - | -- |
| 1    | ITA Bino Bini              | 7 | Q  |
| 2    | HUN Ödön von Tersztyánszky | 5 | Q  |
| 3    | NED Jan van der Wiel       | 5 | Q  |
| 4    | FRA Roger Ducret           | 5 | Q  |
| 5    | DEN Jens Berthelsen        | 3 |    |
| 6    | GER Heinrich Moos          | 2 |    |
| 7    | ROU Denis Dolecsko         | 1 |    |
| 8    | BEL Henri Brasseur         | 0 |    |

Grupo B
| Pos. | Atletas               | V | Q. |
| ---- | --------------------- | - | -- |
| 1    | HUN Attila Petschauer | 6 | Q  |
| 2    | GER Erwin Casmir      | 6 | Q  |
| 3    | ITA Arturo De Vecchi  | 6 | Q  |
| 4    | FRA Jean Lacroix      | 3 | Q  |
| 5    | USA John Huffman      | 3 |    |
| 6    | GBR Edward Brookfield | 2 |    |
| 7    | EGY Mohamed Charaoui  | 1 |    |
| 8    | CHI Abelardo Castro   | 1 |    |

Grupo C
| Pos. | Atletas                  | V | Q. |
| ---- | ------------------------ | - | -- |
| 1    | ITA Gustavo Marzi        | 6 | Q  |
| 2    | GER Hans Thomson         | 4 | Q  |
| 3    | HUN Sándor Gombos        | 4 | Q  |
| 4    | NED Arie de Jong         | 4 | Q  |
| 5    | DEN Ivan Osiier          | 3 |    |
| 6    | FRA Raoul Fristeau       | 3 |    |
| 7    | USA Norman Cohn-Armitage | 2 |    |
| 8    | BEL Jacques Kesteloot    | 2 |    |

### Final
As partidas ocorreram no dia 11 de agosto.
| Pos.              | Atletas                    | V |
| ----------------- | -------------------------- | - |
| Medalha de ouro   | HUN Ödön von Tersztyánszky | 9 |
| Medalha de prata  | HUN Attila Petschauer      | 9 |
| Medalha de bronze | ITA Bino Bini              | 8 |
| 4                 | ITA Gustavo Marzi          | 8 |
| 5                 | HUN Sándor Gombos          | 8 |
| 6                 | GER Erwin Casmir           | 6 |
| 7                 | ITA Arturo De Vecchi       | 5 |
| 8                 | FRA Roger Ducret           | 5 |
| 9                 | NED Arie de Jong           | 4 |
| 10                | FRA Jean Lacroix           | 2 |
| 11                | NED Jan van der Wiel       | 2 |
| 12                | GER Hans Thomson           | 0 |